# La madama
La madama (noto anche come La Madama, l'agente Minchiello e il caso Patacchioni) è un film commedia italiano del 1976 diretto da Duccio Tessari, basato sull'omonimo romanzo di Massimo Felisatti e Fabio Pittorru.

## Trama
Vito Minchiello è ossessionato dalla carriera: uomo pigro, dopo essere diventato agente della squadra mobile grazie a pressanti raccomandazioni cerca strade nuove pur di ottenere promozioni, e riceve aiuto da un'agente della Cia.

## Distribuzione
Distribuito nei cinema italiani il 16 gennaio 1976, La madama ha incassato complessivamente 173.627.420 di lire dell'epoca.